# Corpus Iuris Canonici

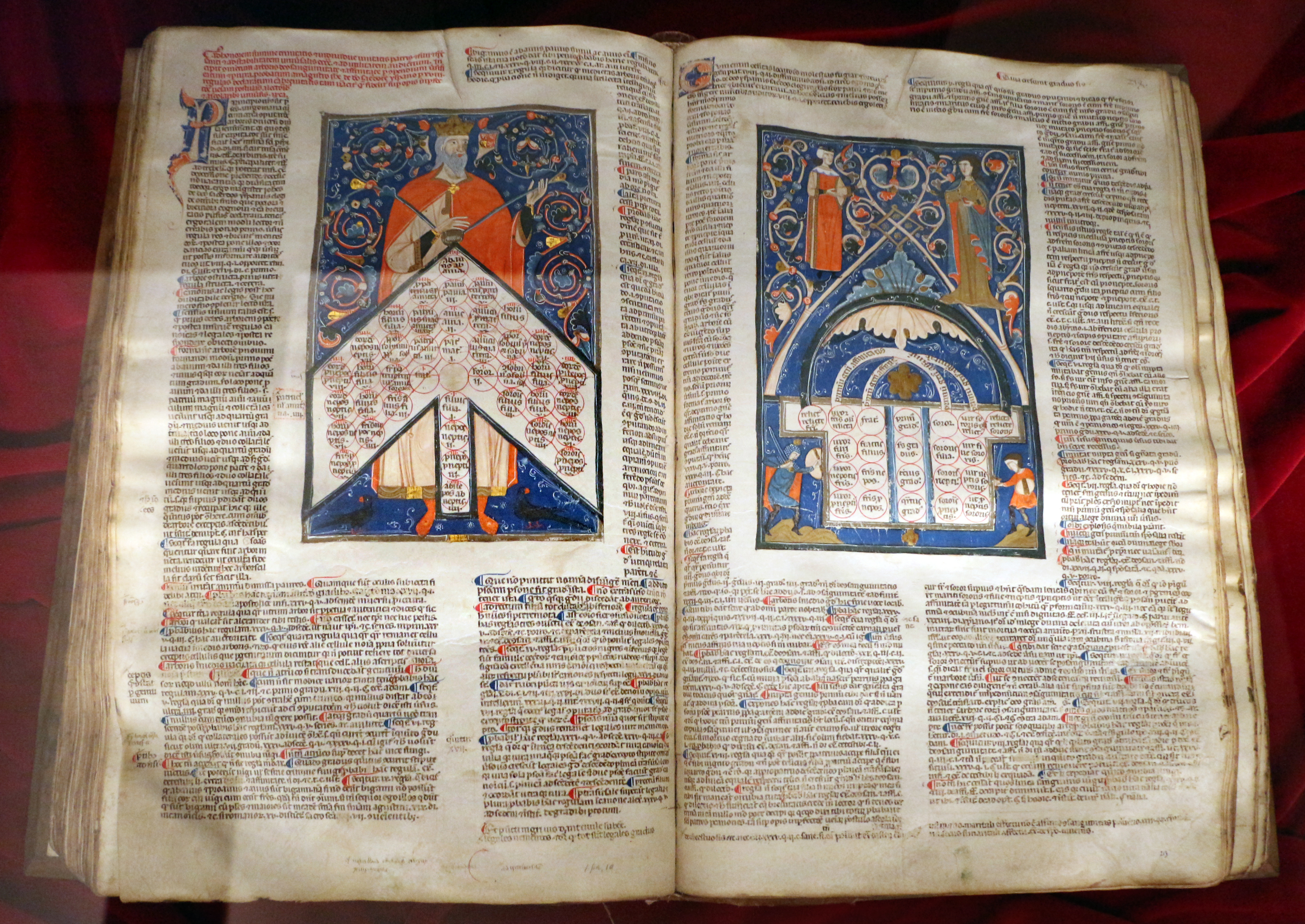
Decretales di Gregorio IX con commento di Bernardo da Parma, manoscritto del 1290 circa, Biblioteca Medicea Laurenziana, parte del Corpus Iuris Canonici.

Il Corpus Iuris Canonici è un corpo normativo del diritto canonico della Chiesa cattolica, promulgato da papa Gregorio XIII con la bolla Cum pro munere del 1580, e ufficialmente pubblicato nell'editio Romana due anni più tardi.
Ne fanno parte sei raccolte di fonti, in primis di lettere decretali, pubblicate in secoli diversi:
- il Decretum Gratiani, raccolta di Graziano con prima edizione nel 1140 (anche se la versione inclusa nel Corpus è quella modificata dai Correctores Romani nel 1580);
- il Liber Extra, promulgato da Gregorio IX nel 1234;
- il Liber Sextus, promulgato da Bonifacio VIII nel 1298;
- le Clementinae, emanate da Clemente V dopo il concilio di Vienne (1312) e promulgate dal suo successore Giovanni XXII (1317);
- le Extravagantes Iohannis XXII, raccolta di decretali del suddetto Giovanni XXII (1325 circa);
- le Extravagantes communes, raccolta compilata da Giovanni di Chappuis (fine XV secolo).

## IlCorpus

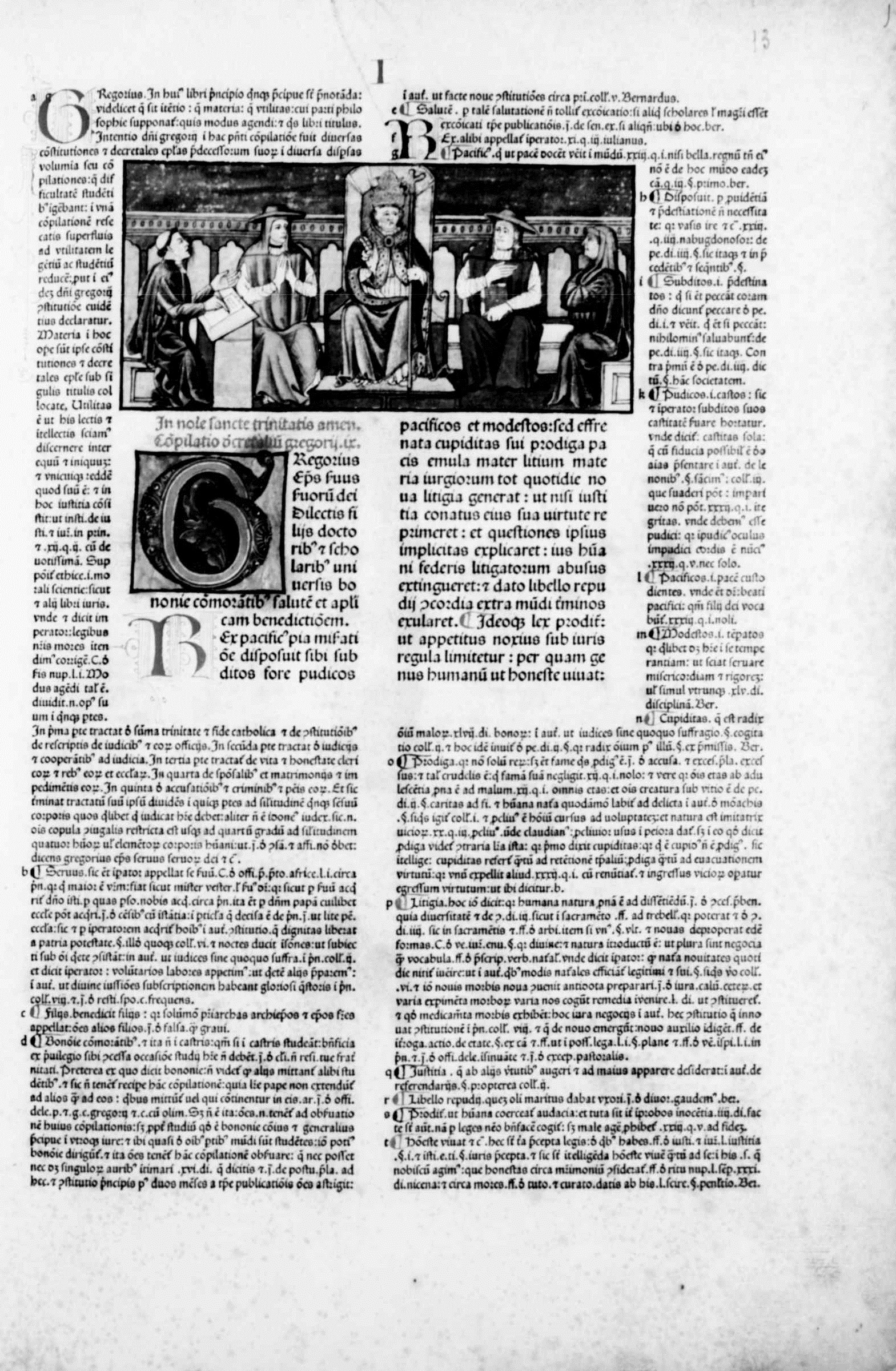
Corpus iuris canonici, edizione del 1475

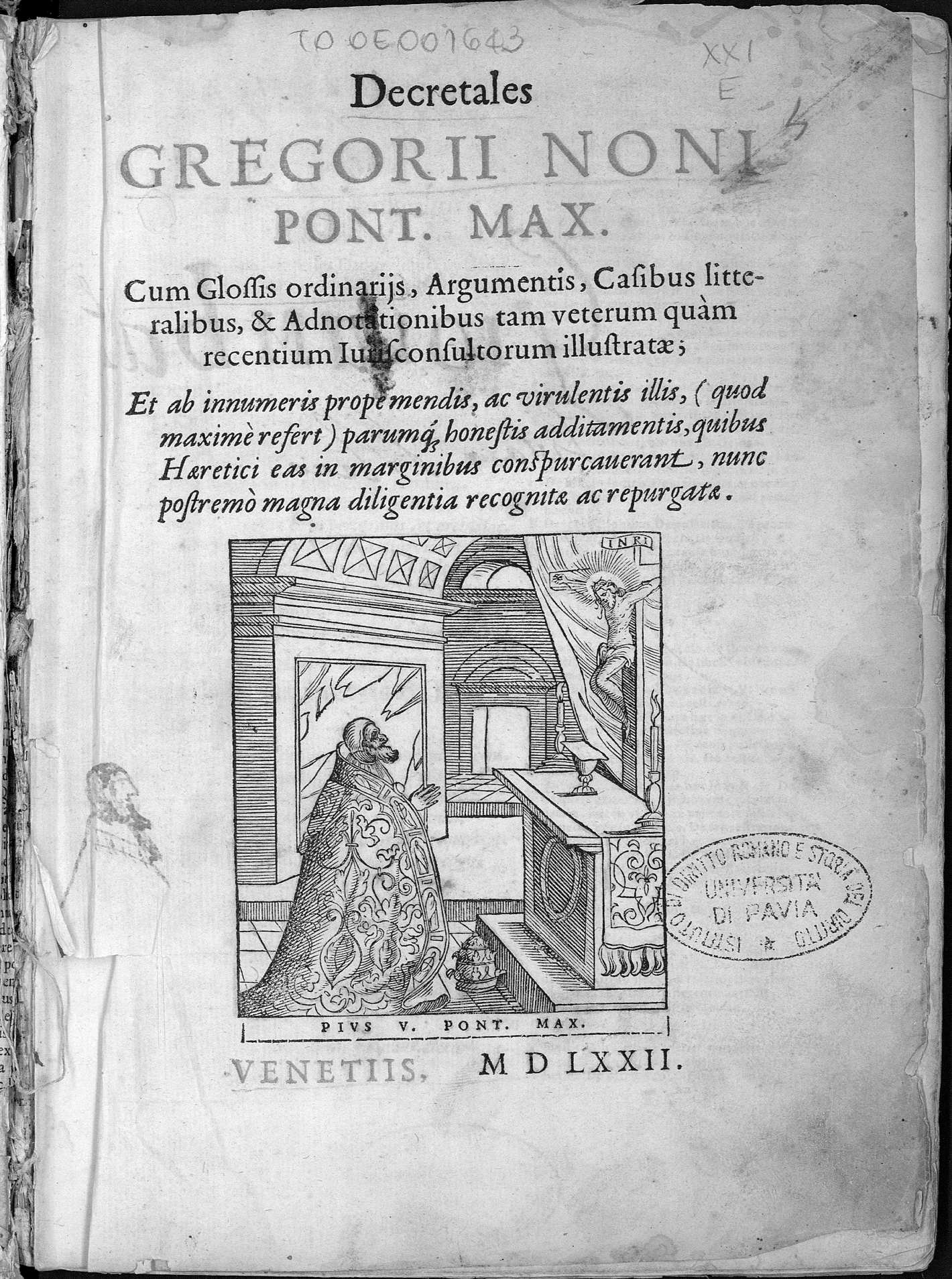
Corpus iuris canonici, edizione del 1572

Il Decretum Gratiani (testo base con cui si distingue il diritto religioso dalla teologia, fondando così il diritto canonico) fu compilato da Graziano nella prima metà del secolo XII. È stato tramandato in varie e non identiche versioni, essendo quella più antica divisa in sole due parti, priva del trattato De consecratione e priva altresì di molte auctoritates di diritto romano e dei canoni dei concili lateranensi del 1123 e del 1139, inseriti successivamente; la versione definitiva (la cosiddetta Vulgata) è divisa in tre parti:
- 101 distinctiones, suddivise in quaestiones, che trattano del diritto canonico in genere;
- 36 causae, divise anch'esse in quaestiones (trattano il diritto matrimoniale, il diritto patrimoniale, penale e processuale);
- il De consecratione (assente nelle prime tappe redazionali del Decretum), diviso in 5 distinctiones, che si occupa della materia liturgica e dei sacramenti in genere.

Tale opera, inoltre, introdusse le famose rationes gratianee:
- ratio temporis;
- ratio loci;
- ratio significationis;
- ratio dispensationis.

Graziano è inoltre il fondatore della scuola dei decretisti, ovverosia coloro che studiano e commentano il Decretum Magistri Gratiani; da tale scuola avranno origine gli autori delle Quinque compilationes antiquae.
Nel suo significato originale, per Corpus Iuris Canonici s'intendevano appunto il Decretum Gratiani e le Quinque compilationes antiquae. Poi, dopo l'emanazione del Liber Extra (Decretales) di Gregorio IX del 1234, sempre in via ufficiosa e senza un ufficiale riconoscimento della Chiesa cattolica, nel mondo dei giuristi ecclesiastici e dei doctores in utroque iure sorse l'uso di denominare Corpus Iuris Canonici il Decretum Gratiani unitamente alle Decretales Gregori IX, definite appunto Liber Extra perché si aggiungeva al Decretum. Con la pubblicazione delle citate raccolte di canoni a partire dal 1234, prevalentemente ufficiali, il termine Corpus Iuris Canonici comprese sia il Decretum sia le raccolte che via vie furono emanate, posteriormente a quella di Gregorio IX. Il termine, presente in vari manoscritti, fu poi conservato in molte pubblicazioni a stampa di diritto canonico.
Con l'invenzione della stampa a caratteri mobili anche il Corpus Iuris Canonici apparve in forma di libro stampato. La prima edizione fu pubblicata a Parigi da Giovanni di Chappuis nel 1500. Dopo la celebrazione del Concilio di Trento (terminato nel 1563) Pio V nominò una commissione di cardinali e di giuristi, che fu detta dei Correctores Romani, incaricati di rivedere, emendare e correggere il testo di tutte le sei collezioni. Non poté vedere la fine dei lavori della commissione poiché morì nel 1572. L'anno 1582 rappresenta solo l'approvazione finale di tale Corpus da parte della Chiesa cattolica.
Il termine, all'epoca, non si riferiva più al Decretum Gratiani originario (di cui esistevano svariati manoscritti databili a partire dal secolo XII, non identici l'uno all'altro), al Liber Extra e alle successive raccolte, bensì al Decretum Gratiani interpolato dai Correctores Romani (per adeguarlo ai dettami del concilio tridentino) e alle successive citate collezioni (dal Liber Extra elle Extravagantes Communes), con esclusione delle Quinquae Compilationes Antiquae.
A partire dal XVIII secolo furono pubblicate tre edizioni critiche del Corpus Iuris Canonici le quali, a proposito del Decretum Gratiani, riportarono tra l'altro il testo della Vulgata (cioè la versione del Decretum circolante dalla seconda metà del secolo XII) nonché il testo delle interpolazioni dei Correctores (mettendo in luce un testo precedente, che risaliva al secolo XII). La prima edizione critica fu redatta da Justus Henning Böhmer, seguita da quella del Richter (che ricalca pedissequamente le manipolazioni apportate dai Correttori Romani nel sec. XVI, inglobate nel testo) e infine quella di Fiedberg (entrambe nel XIX secolo), il quale utilizzò otto manoscritti per ricostruire il testo della Vulgata. Böhmer, a differenza degli altri due, utilizzò altresì un manoscritto che è il testimone di una delle prime tappe redazionali del Decretum. Per questo tale edizione critica desta ancor oggi molto interesse tra gli studiosi.